# 1989年英國保守黨黨魁選舉
1989年英國保守黨黨魁選舉於1989年12月5日進行，由英國保守黨372名國會議員投票，結果柴契爾夫人未被成功挑戰，繼續出任黨魁。
不過，麥爾是一位不知名的後座議員，所以在重要的黨員眼中，他出選的作用只在試探柴契爾夫人的實際支持率（即掩護性候選人）。結果，雖然柴契爾夫人以絕大多數輕易地擊敗麥爾，但支持麥爾或棄權的投票卻高達六十票，對一場爭奪黨魁和首相職位的選舉來說，並不尋常。
翌年，柴契爾夫人再次被挑戰，這次主要對手是前國防大臣夏舜霆。柴契爾夫人最終於1990年黯然下台。